# Enrichment Technology Company
Enrichment Technology, ook wel afgekort als Enritec of ETC, is een onderneming die gascentrifuges voor uraniumverrijking produceert. Enrichment Technology ontwikkelt, bouwt en installeert deze gascentrifuges, die door haar klanten in verrijkingsfabrieken worden gebruikt om uranium te verrijken voor gebruik in kernreactoren. Bij Enrichment Technology werken bijna 2000 medewerkers verspreid over zeven vestigingen in vijf landen: Engeland, Nederland, Duitsland, de Verenigde Staten en Frankrijk.

## Bedrijfsstructuur
Enritec is een joint venture van Urenco en Areva. Zij levert haar gascentrifugetechnologie uitsluitend aan dochterbedrijven van deze aandeelhouders.
De activiteiten zijn onder te verdelen in drie hoofdprocessen:
- Onderzoek en ontwikkeling op het gebied van gascentrifugetechnologie
- Productie van centrifuges en cascadeleidingwerk
- Ontwerp van verrijkingsfabrieken en het projectmanagement voor de bouw van dergelijke fabrieken.

De joint venture Enrichment Technology bestaat sinds 2006 en is statutair gevestigd in het Verenigd Koninkrijk. Het operationele hoofdkantoor van de onderneming staat in Almelo. Enrichment Technology Company Limited is de houdstermaatschappij van de Enrichment Technology Group. Momenteel is Enritec eigenaar van vijf dochterondernemingen die operationeel zijn in vijf landen in Europa en Noord-Amerika:
- In Nederland: het operationeel hoofdkantoor en het grootste productiebedrijf
- In het Verenigd Koninkrijk: het centrum voor fabrieksontwerp en projectmanagement
- In Duitsland: een productiebedrijf en het centrum voor onderzoek en ontwikkeling
- In Frankrijk: een projectbouwplaats
- In de Verenigde Staten: een projectbouwplaats

## Geschiedenis
Enrichment Technology is opgericht in 2003 om Urenco te voorzien van centrifugecapaciteit en -technologie.
In 2006 is de onderneming omgevormd tot een joint venture van Areva en Urenco. Deze stap heeft geleid tot een verhoogde capaciteit en een gegarandeerde stabiliteit. Bovendien heeft Enritec zo haar orderportefeuille kunnen uitbreiden met langetermijnorders waardoor het een toonaangevende positie in de wereldmarkt voor verrijkingstechnologie heeft verkregen.

### Spionage
In de jaren zeventig is bij de Urenco-vestiging in Almelo gespioneerd door de Pakistaanse Abdul Qadir Khan. Dankzij de kennis die Khan onder andere bij Urenco vandaan haalde is in Kahuta (Pakistan) een verrijkingsfabriek voor uranium die volgens de ultracentrifugetechnologie van Urenco werkt nagebouwd. Ook is deze kennis via Khan verder verspreid naar Iran, Libië, en Noord-Korea.
Mede door deze gebeurtenissen is de veiligheid bij Enritec verscherpt. Werknemers worden gescreend door de Algemene Inlichtingen- en Veiligheidsdienst (AIVD).

## Resultaten
In de onderstaande tabel staan de belangrijkste financiële resultaten van Enritec sinds 2008. In 2012 leed de joint venture een zwaar verlies van 112 miljoen euro. De onderneming ziet de afzet van centrifuges afnemen en gaat de productiecapaciteit afbouwen. Een last van 165 miljoen euro werd op het resultaat in mindering gebracht als een gevolg van de verslechterende afzetmogelijkheden.
| Jaar | Gerealiseerde Omzet | Winst voor rente en belastingen (EBIT) | Nettoresultaat | Werknemers per jaarultimo in FTE | Aantal cascades geleverd |
| ---- | ------------------- | -------------------------------------- | -------------- | -------------------------------- | ------------------------ |
| 2008 | € 347               | n.a.                                   | € 16,6         | 1636                             | 27                       |
| 2009 | € 268               | n.a.                                   | € 2,8          | 1829                             | 16                       |
| 2010 | € 232               | n.a.                                   | € 9,0          | 2056                             | 15                       |
| 2011 | € 690               | € 57,8                                 | € 18,6         | 2217                             | 55                       |
| 2012 | € 872               | € 52,0                                 | € 112,0        | 1983                             | 69                       |

## Ongelukken
- In juli 2008 vond er een explosie plaats bij Enritec. Door een fout bij het mengen van twee chemische stoffen vond er een onverwachte reactie plaats. Er vielen geen gewonden.
- Op 29 maart en 2 april 2013 kwamen twee medewerkers van Enritec om het leven als gevolg van zuurstofgebrek tijdens de inspectie van een oven.[3]